# Hestur (település)
Hestur (dánul: Hestø) település Feröer Hestur nevű szigetén. Közigazgatásilag Tórshavn községhez tartozik.

## Földrajz
A sziget keleti partján lévő településről jól látható Streymoy két települése: Gamlarætt és Velbastaður.

## Történelem

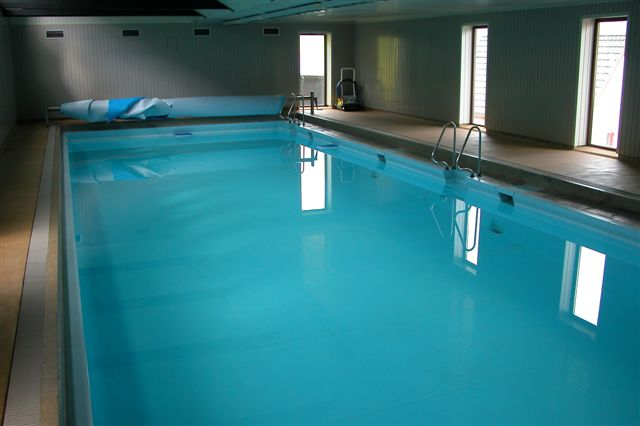
A hesturi uszoda

Első írásos említése 1584-ből származik.
Az iskolát 1890-ben, a templomot 1910-ben építették. 1919-ben a falu férfi lakosságának egyharmada meghalt egy halász-balesetben. A fokozatos lakosságcsökkenés elleni küzdelemben 1974-ben uszodát építettek a településen. A sziget déli részén kempinget is nyitottak a Fagradalsvatn tó mellett.
A kikötő is több lépcsőben épült ki: 1912-ben egy kis hullámtörő gátat építettek, ahol a csónakok nyugodt időben kiköthettek. 1942-ben egy igazi rakpartot építettek, majd 1965-ben egy kishajó-kikötőt. Amikor Gamlarættnál kiépült az új kikötő, az ott elbontott sziklákat a fjordon át Hesturra szállították, és itt használták fel a kikötő bővítéséhez, ami nagy jelentőséggel bír a közlekedés és a halászat szempontjából.
2005. január 1-je óta Tórshavn község része, előtte Hestur községhez (Hests kommuna) tartozott.

## Népesség
| Év              | Lakosság |
| --------------- | -------- |
| 1986. január 1. | 57       |
| 1991. január 1. | 56       |
| 1996. január 1. | 43       |
| 2001. január 1. | 51       |
| 2006. január 1. | 37       |

## Gazdaság
A település közelében gazdag halászvizek találhatók, és a helyiek képzett halászemberek. Halászatból és mezőgazdaságból élnek, de a korábbi időkben Skúvoyhoz hasonlóan itt is jelentős volt a madárfogás.

## Közlekedés
A települést Gamlarættal a 60-as kompjárat köti össze, amelyen a M/F Teistin komphajó közlekedik.